# Constantino Luís da Silva Moura
Constantino Luís da Silva Moura (1839 — 1879) foi um político brasileiro.
Foi 4º vice-presidente da província do Piauí, exercendo a presidência interinamente de 13 a 19 de dezembro de 1878.